# حكومة شفيق الوزان الأولى
الحكومة اللبنانية الرابعة والخمسون بعد الاستقلال، والثالثة والأخيرة بعهد الرئيس إلياس سركيس، وهي أول حكومة يترأسها شفيق الوزان. شكلت الحكومة بموجب المرسوم رقم 3591 بتاريخ 25 تشرين الأول / أكتوبر 1980، ونالت الثقة بموجب 41 صوتاً ضد 6 أصوات وامتناع 1، واستقالت الحكومة بتاريخ 7 تشرين الأول / أكتوبر 1982 بعيد تولي الرئيس أمين الجميل للرئاسة.

## أعضاء الحكومة
- شفيق الوزان رئيساً لمجلس الوزراء ووزيراً للداخلية.
- فؤاد بطرس نائباً لرئيس مجلس الوزراء ووزيراً للخارجية والمغتربين.
- سليم الجاهل وزيراً للإسكان والتعاونيات.
- إلياس الهراوي وزيراً للأشغال العامة والنقل.
- ميشال إده وزيراً للإعلام.
- خالد جنبلاط وزيراً للاقتصاد والتجارة.
- ميشال المر وزيراً للبرق والبريد والهاتف.
- رينيه معوض وزيراً للتربية الوطنية والفنون الجميلة.
- جوزيف سكاف وزيراً للدفاع الوطني.
- مصطفى درنيقة وزيراً للزراعة.
- مروان حمادة وزيراً للسياحة.
- نزيه البزري وزيراً للصحة العامة.
- محمد يوسف بيضون وزيراً للصناعة والنفط.
- خاتشيك بابكيان وزيراً للعدل.
- عبدالرحمن اللبان وزيراً للعمل والشئون الاجتماعية.
- علي الخليل وزيراً للمالية.
- أنور الصباح وزيراً للموارد المائية والكهربائية.
- جوزف أبو خاطر وزير دولة.
- سامي يونس وزير دولة.
- قيصر نصر وزير دولة.
- محمود عمار وزير دولة.
- منير أبو فاضل وزير دولة.

### تعديلات حكومية
- في 14 كانون الأول / ديسمبر 1980 استقال وزير الدولة منير أبو فاضل، ولم يتم تعيين خلفاً له لعدم وجود حقيبة وزارية كان يتولاها.
- في 2 أيلول / سبتمبر 1981 استقال من الحكومة وزير الموارد المائية والكهربائية أنور الصباح وذلك احتجاجاً على عدم إرسال الجيش اللبناني إلى الجنوب، وعين وزير الدولة محمود عمار خلفاً له في المنصب.

## وصلات خارجية
- موقع رئاسة مجلس الوزراء الرسمي